# 길티 기어
《길티 기어》(Guilty Gear, ギルティギア)는 아크 시스템 웍스가 제작하는 2D 대전 격투 게임 시리즈이다. 이시와타리 다이스케가 1998년 첫 작품 《길티 기어》부터 지금까지 제작했다. 드라마 CD나 만화 등 여러 매체로 전개되기도 했다. 같은 회사가 출시한 정신적 후속작으론 《블레이블루》가 있다.

## 게임플레이
길티 기어는 일대일 대결이 주인 격투 게임이다. 플레이어는 자기가 선택한 인물이 가진 특성과 기술을 이용해 상대방의 체력을 전부 소모시키면 승리를 거둘 수 있다.

## 작품 목록
| 제목                              | 발매일  | 최초 플랫폼    | 이식                         | 주석          |
| --------------------------------- | ------- | -------------- | ---------------------------- | ------------- |
| 길티 기어                         | 1998-5  | 플레이스테이션 |                              |               |
| 길티 기어 X                       | 2000-6  | 아케이드       | 드림캐스트, 윈도우, PS2, GBA |               |
| 길티 기어 X2                      | 2002-5  | 아케이드       | PS2                          | 길티 기어 XX  |
| 길티 기어 XX #리로드              | 2003-3  | 아케이드       | 엑스박스, 윈도우, PS2, PSP   | 개선판        |
| 길티 기어 XX 슬래시               | 2005-9  | 아케이드       | PS2                          | 개선판        |
| 길티 기어 XX 엑센트 코어          | 2006-12 | 아케이드       | PS2, Wii                     | 개선판        |
| 길티 기어 XX 엑센트 코어 플러스   | 2008-3  | PS2            | Wii, XBLA, PSN, PSP          | 후속작/개선판 |
| 길티 기어 XX 엑센트 코어 플러스 R | 2012-9  | 아케이드       | XBLA, PSN, 윈도우, PS 비타   | 개선판        |
| 길티 기어 페팃                    | 2001-1  | 원더스완       |                              |               |
| 길티 기어 페팃 2                  | 2001-9  | 원더스완       |                              |               |
| 길티 기어 이스카                  | 2003-12 | 아케이드       | PS2, 엑스박스, 윈도우        |               |
| 길티 기어 더스트 스트라이크       | 2006-4  | NDS            |                              |               |
| 길티 기어 저지먼트                | 2006-8  | PSP            |                              |               |
| 길티 기어 2: 오버추어             | 2007-11 | 엑스박스 360   | 윈도우                       |               |
| 프로 점퍼! 길티 기어 탄젠트!?     | 2011-6  | DSiWare        |                              |               |
| 길티 기어 Xrd -SIGN-              | 2014-2  | 아케이드       | PS3, PS4, 윈도우             |               |
| 길티 기어 Xrd -REVELATOR-         | 2015-8  | 아케이드       | PS3, PS4, 윈도우             | 후속작/개선판 |
| 길티 기어 스트라이브              | 2021-6  |                |                              |               |

## 같이 보기
- 《블레이블루》